# رباط سیدآباد
رباط سیدآباد مربوط به دوره صفوی است و در شهرستان چناران، روستای سیدآباد واقع شده و این اثر در تاریخ ۵ آذر ۱۳۸۰ با شمارهٔ ثبت ۴۴۶۲ به‌عنوان یکی از آثار ملی ایران به ثبت رسیده است.
این اثر از یک میدانگاهی و اتاقهایی که برای استفاده رهگذران بوده است. بنای اصلی آن از خشت خام می‌باشد.